# 数学题

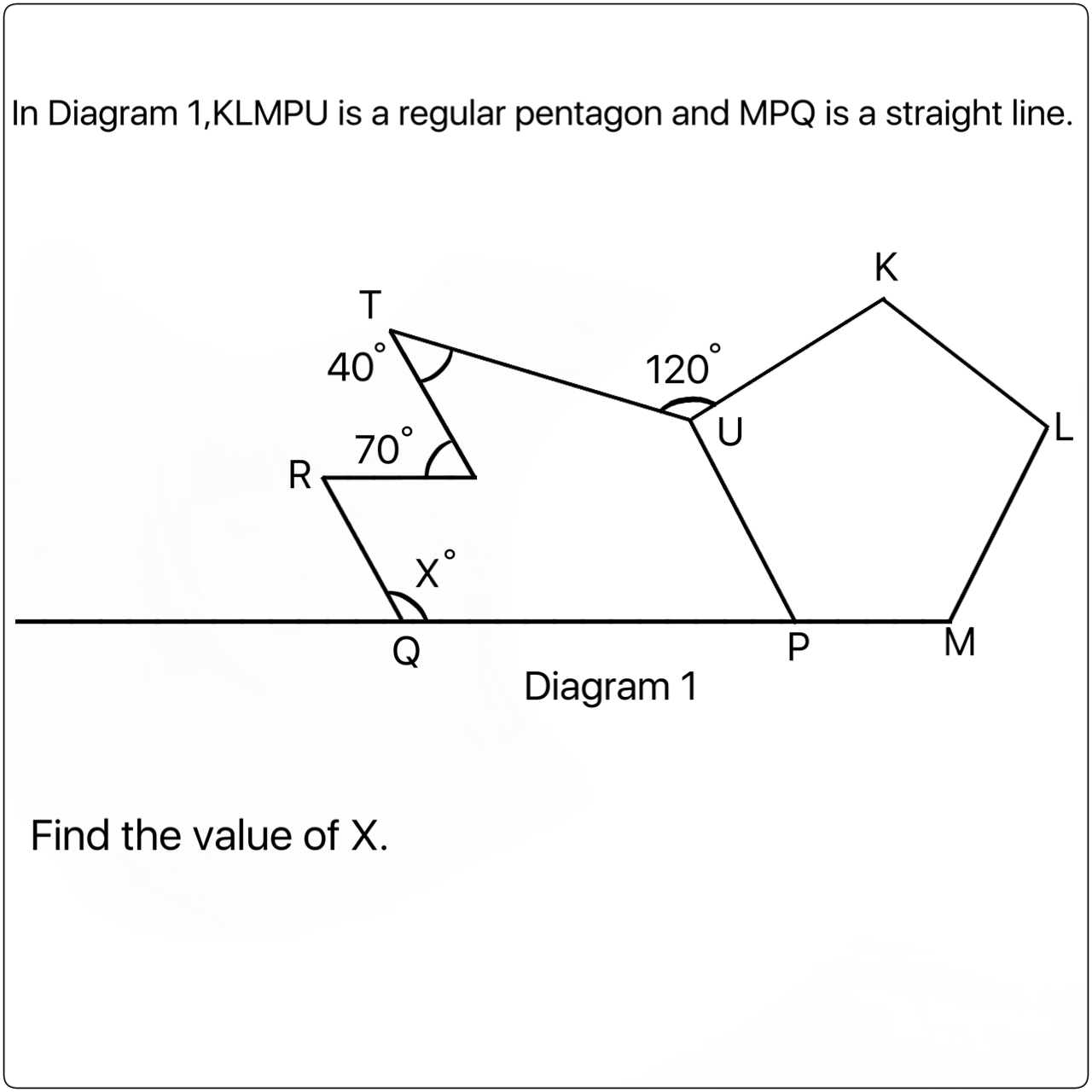
一个标准的数学题

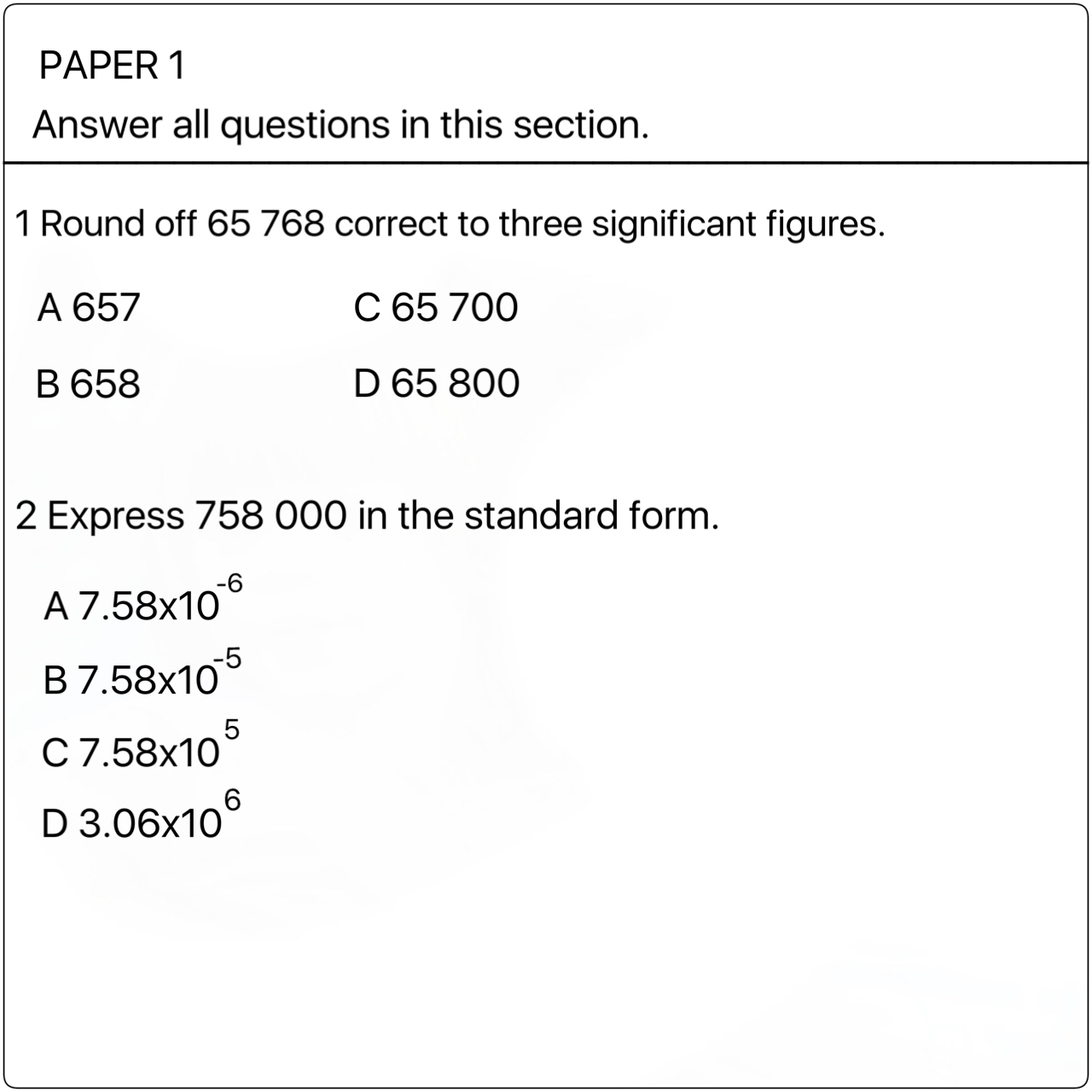
数学题格式

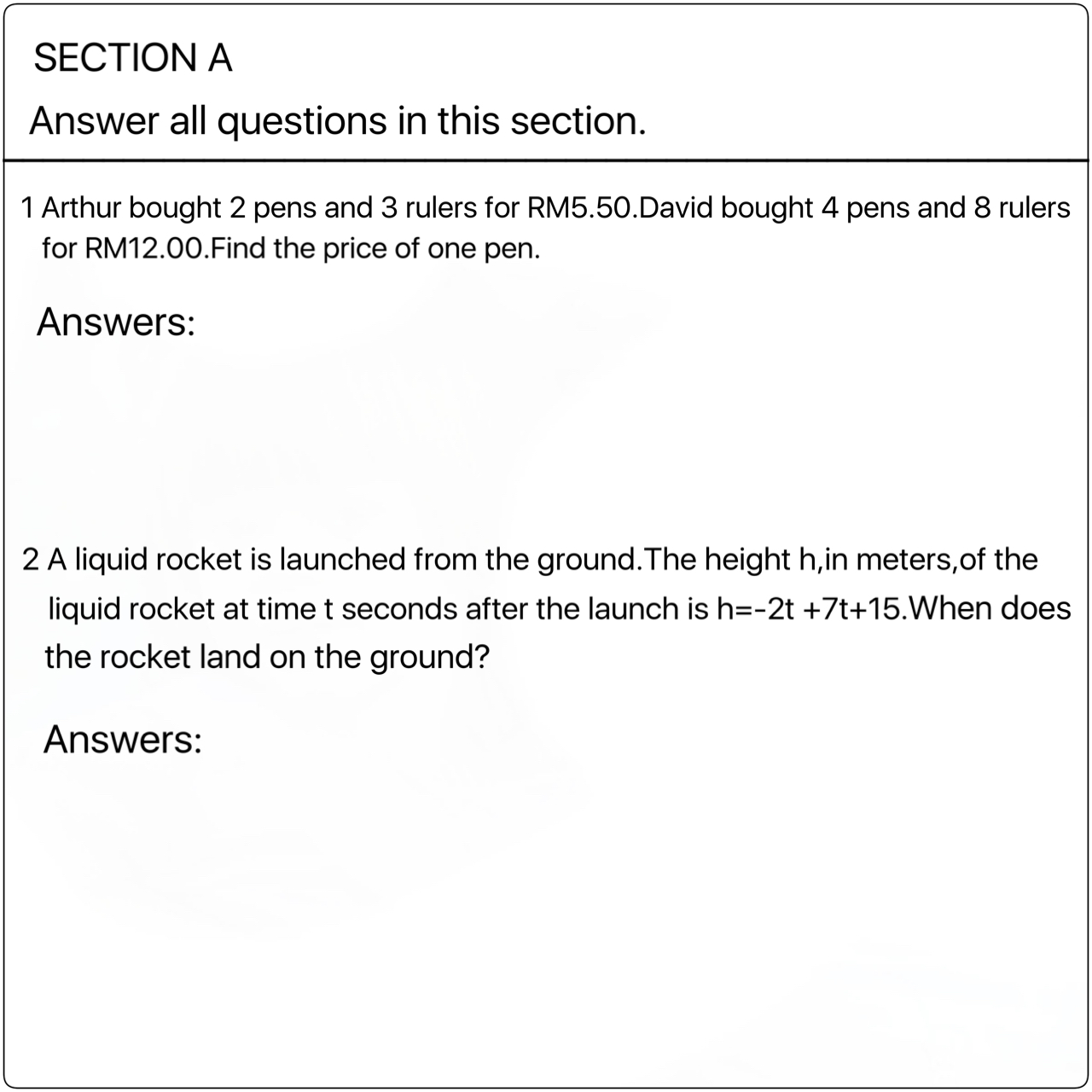
运算型数学题

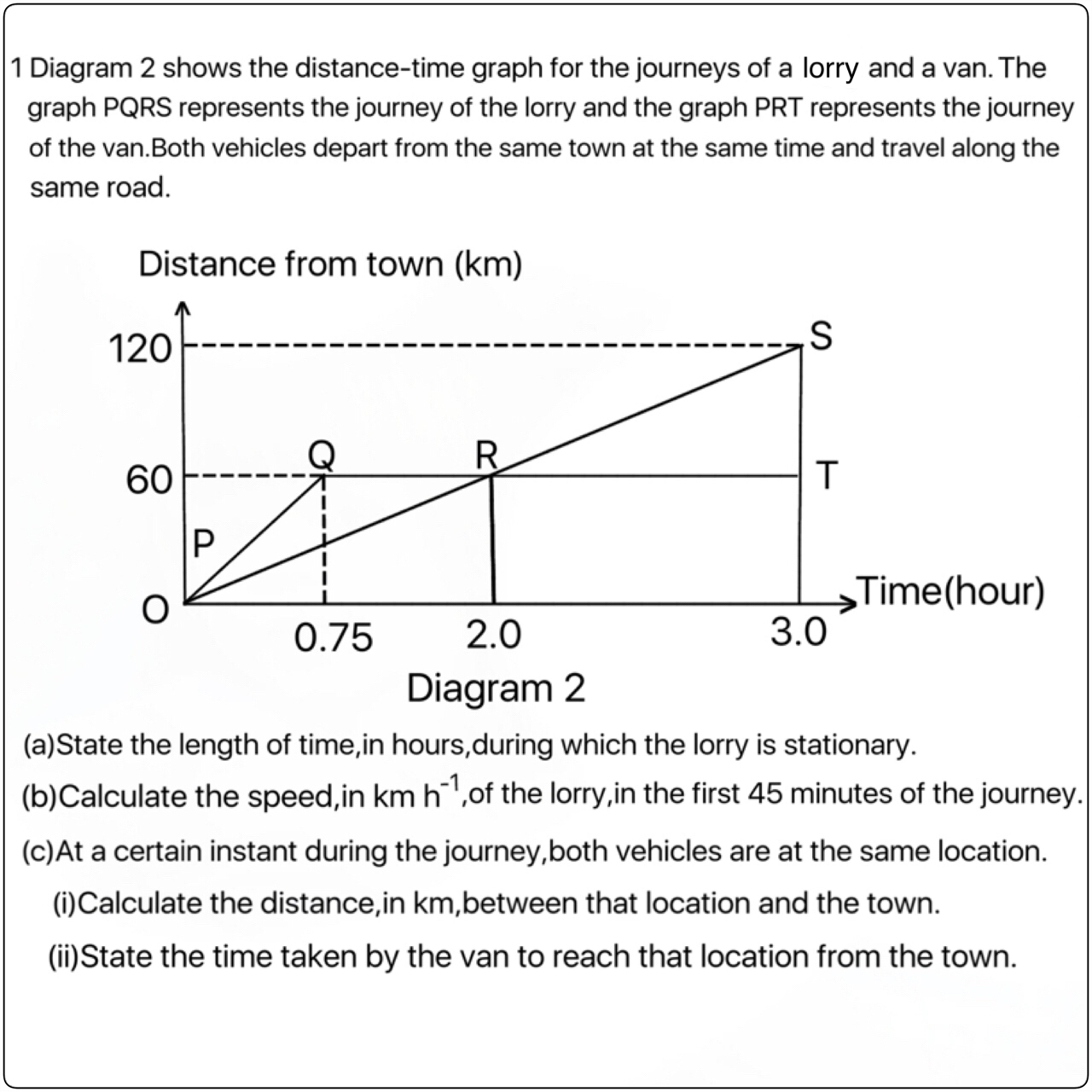
一个复杂型数学题

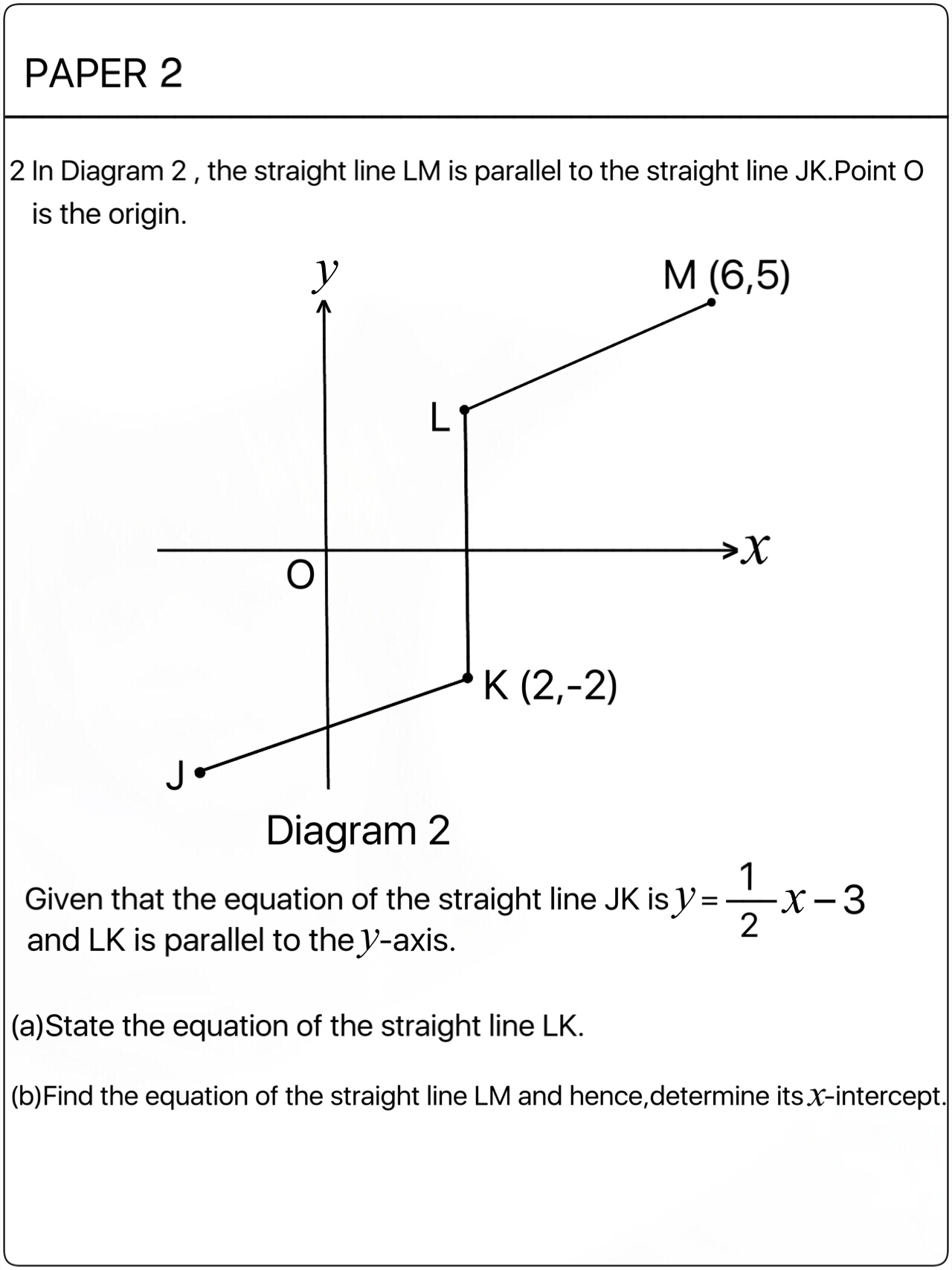
一个高思维型数学题

数学题是用来解答复杂的数学论点和作为题目来帮助学生充分掌握并瞭解数学知识的习题。一般来说，世界上各国家的学校都采用标准数学题作为课业教材，以让学生能学习到数学知识，并能把数学知识运用到日常生活中。

## 历史
数学题拥有相当久远的历史，自从人类文明开始发展，人类就能通过数学知识来运算各式各样的问题，从永无止境的数理问题中产生了数学题。

## 数学题格式
数学题拥有很多种格式，例如：单一性数学题，重复性数学题，试卷型数学题，复杂型数学题，扩展性数学题，多方面性数学题以及各种各样的数学格式。